# TunnelThermie
TunnelThermie ist der als Warenzeichen eingetragene Name für die Nutzung von Erd- und Abwärme in Tunnelbauwerken zu Heiz- und Klimatisierungszwecken in betriebszugehörigen Anlagen oder Bauwerken oder auch von anliegenden Wohn- und Betriebsgebäuden. Dabei werden konstruktive Bauteile des Tunnels für die Energiegewinnung herangezogen. Auch die Nutzung warmer, aus dem Berginneren stammenden Tunnelwässer kann als Tunnelthermie bezeichnet werden. Der Name leitet sich aus „Tunnel“ und „Geothermie“ her, da durch das Tunnelbauwerk im Wesentlichen die Erdwärme genutzt wird. Der Begriff wurde erstmals im Jahr 2000 bei den ersten Überlegungen zur Nutzung dieser Energieform in Österreich anlässlich der Planungen zum Bau des Lainzer Tunnel in Wien geprägt. Entwickelt wurde das System durch die ehemalige HL-AG, die Technische Universität Wien, dem Ingenieurbüro iC consulenten sowie der zu den Wiener Stadtwerken gehörenden Energiecomfort.
Mittlerweile wurden bereits mehrere Projekte realisiert bzw. befinden sich in Ausführung.

## Beschreibung der Technologie
Tunnelbauwerke aktivieren durch ihre großen an Erdreich bzw. Fels anliegende Flächen ein hohes Maß an niederthermaler Energie.  Da diese Flächen meist aus Beton hergestellt werden, können durch Einlegen von Kunststoff-Absorberleitungen in den Frischbeton, durch welche später ein Wärmeträger strömt, diese Flächen thermisch aktiviert und zu Wärmetauschzwecken genutzt werden. Dabei kann zum Beispiel im Winter aus dem wärmeren Bauwerk Wärme entzogen werden oder im Sommer Abwärme in das kühlere Bauwerk abgeführt werden.